# Torvmossemetallfly
Torvmossemetallfly (Syngrapha microgamma) är en fjärilsart som beskrevs av Jacob Hübner 1823. Torvmossemetallfly ingår i släktet Syngrapha och familjen nattflyn. Arten är reproducerande i Sverige. Inga underarter finns listade i Catalogue of Life.